# Pallenopsis ovalis
Pallenopsis ovalis is een zeespin uit de familie Pallenopsidae. De soort behoort tot het geslacht Pallenopsis. Pallenopsis ovalis werd in 1908 voor het eerst wetenschappelijk beschreven door Loman. 